# 南建州
南建州（なんけんしゅう）は、中国にかつて存在した州。
南北朝時代、南朝梁により設置された。582年（開皇2年）、隋代により廃止された。

## 下部行政区画
- 平高郡
  - 平高県
- 義城郡
  - 包信県
- 新蔡郡
  - 新蔡県
- 新城郡
  - 新城県